# Verchères
Pour les articles homonymes, voir Verchères (homonymie).
Verchères est une municipalité canadienne de la province de Québec, chef-lieu de la MRC de Marguerite-D'Youville, dans la région de la Montérégie. La municipalité est située sur la rive sud du fleuve Saint-Laurent, au nord-est de Montréal.

## Toponymie
En vieux français, les verchères sont des « bonnes terres proches de la maison » souvent « assignées en dot à une femme ». Ce toponyme/patronyme est fréquent dans l'Ain et la Haute Saone, ponctuellement dans l'ouest.
Son nom rappelle celui de son premier seigneur, François Jarret de Verchères (1641-1700).

## Histoire
La municipalité est le lieu où Madeleine de Verchères repoussa une attaque iroquoise, sur la rive du Saint-Laurent, en s'abritant avec quelques villageois dans un fort muni de meurtrières. Un monument, œuvre de Louis-Philippe Hébert, rappelle cet exploit.

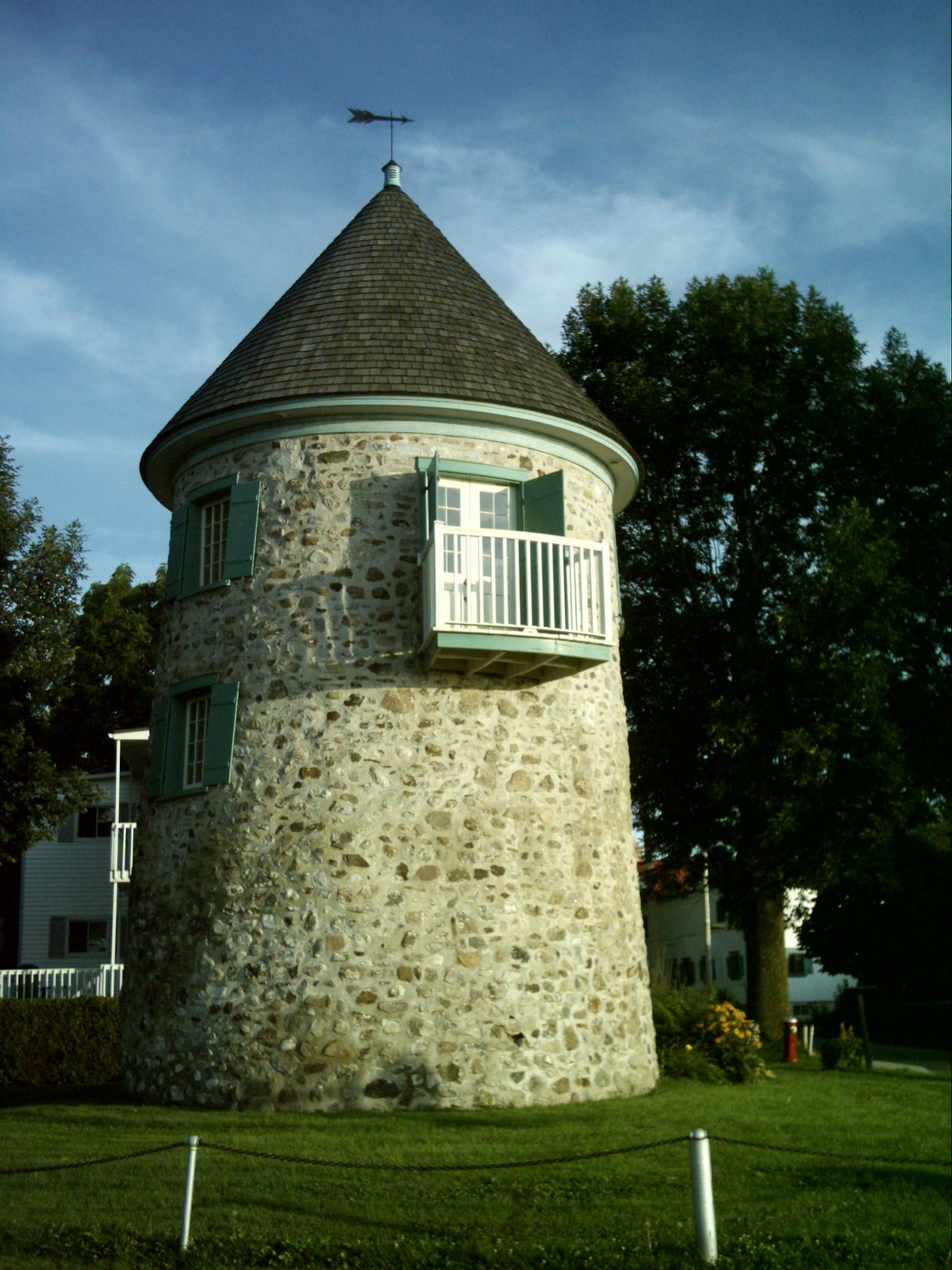
Moulin à vent de Verchères construit en 1734

### Héraldique
| In Tenebris Lumen Rectis Corde |
| ------------------------------ |

| L'écu de Verchères se blasonne ainsi : De sable à la fasce d'or, chargée de trois têtes de coq de sable, crêtées et barbées de gueules; accompagnée de trois étoiles à huit raies d'or, deux en chef et une en pointe. |

## Géographie
La municipalité est située sur la rive sud du fleuve Saint-Laurent en face de l'île Marie.

### Accès
Verchères est accessible par l'autoroute 30 et la route 132, qui la traverse d'est en ouest, ainsi que par les lignes d'autobus 700, 701, et 710 de l'organisme Exo Sorel-Varennes qui relient la municipalité au terminus Longueuil.

## Démographie
| 1986  | 1991  | 1996  | 2001  | 2006  | 2011  | 2016  | 2021  |
| ----- | ----- | ----- | ----- | ----- | ----- | ----- | ----- |
| 4 530 | 4 781 | 4 854 | 4 782 | 5 243 | 5 692 | 5 835 | 5 759 |

## Administration
Les élections municipales se font en bloc et suivant un découpage de six districts.
| Verchères Maires depuis 2001                                                                                         |                   |         |          |
| Élection | Maire             | Qualité | Résultat |
| 2001 | Jacques Moreau    |         | Voir     |
| 2005 | Claude Fradet     |         | Voir     |
| 2009 | Alexandre Bélisle |         | Voir     |
| 2013 | Alexandre Bélisle | Voir    |          |
| 2017 | Alexandre Bélisle | Voir    |          |
| 2021 | Alexandre Bélisle | Voir    |          |
| Élection partielle en italique Depuis 2005, les élections sont simultanées dans toutes les municipalités québécoises |                   |         |          |

## Société et culture
On peut le contempler un monument en l'honneur de Madeleine de Verchère de même qu'un authentique moulin banal, juste à côté, où sont organisées des expositions de peintures durant l'été.

## Personnalités
né à Verchères
- Joseph Coulon de Jumonville (né le 8 septembre 1718 à Verchères, mort le 28 mai 1754 dans la vallée de l'Ohio)  Tué par George Washington et ses militiens.
- Louis Coulon de Villiers (né le 17 août 1710 à Verchères, mort le 2 novembre 1757 à Québec)  Le seul homme à avoir capturé George Washington, et de l'avoir fait signer l'assassinat de son frère et dix autres Canadiens le 3 juillet 1754.
- François Coulon de Villiers (né en 1712, mort en 1794) Commandant du Fort Cavagnial en Louisiane 1744. Alcalde de la Nouvelle Orléans en Louisiane Espagnole.
- Calixa Lavallée, (né le 28 décembre à Verchères, mort le 21 janvier 1891 à Boston) compositeur de O Canada, pianiste, organiste, et chef d'orchestre.
- Paul Carmel Laporte, (né en 1885 à Verchères, mort en 1973 à Edmundston), chirurgien et artiste ;
- Pio Héliodore Laporte, (né en 1880 à Verchères, mort en 1939 à Edmundston), médecin et homme politique
- Ludger Duvernay, (né en 1799 à Verchères, mort en 1852 à Montréal), éditeur, journaliste, imprimeur et homme politique patriote, fondateur de la Société Saint-Jean-Baptiste de Montréal.
- Maximilien Globensky, (né en 1793 à Verchères, mort en 1866 à Saint-Eustache), militaire d'origine polonaise ayant participer à la guerre anglo-américaine de 1812 et à la Rébellion des Patriotes du côté des britanniques.

- Pierre Bouchard, ancien joueur de hockey professionnel (Canadiens de Montréal)

résidents de Verchères
- Bernard Landry, ancien Premier Ministre du Québec ;
- Lynda Lemay, écrivaine et chansonnière ;
- Jean-Louis Mireault, peintre sur soie ;
- Jean Blouf, (né en 1643 à Paris, mort en 1700 à Paris), personnage historique québécois.
- Pierre Bouchard, ancien joueur de hockey professionnel (Canadiens de Montréal)
- Alexandre Beaudoin, chercheur en criminalistique
- Éric Lapointe, chanteur, compositeur québécois
- Pierre Moreau (homme politique) (1957-) député du PLQ

## Jumelage
- Saint-Savin (Isère) (France)[9] François Jarret est originaire de Saint Savin.

## Attraits
- Boisé du Fer-à-cheval